# Al-Múqtadir
|  | Per a altres significats, vegeu «Àhmad ibn Sulayman al-Múqtadir». |

Abu-l-Fadl Jàfar al-Múqtadir bi-L·lah (àrab: أبو الفضل جعفر المقتدر بالله, Abū l-Faḍl Jaʿfar al-Muqtadir bi-Llāh), més conegut per la primera part del seu làqab com al-Múqtadir (Bagdad, 13 de novembre de 895 - 31 d'octubre de 931), fou califa abbàssida de Bagdad (908 - 931). Era fill d'al-Mútadid i d'una concubina esclava grega anomenada Xaghib.
Va succeir el seu germà al-Muqtafí quan aquest va morir el 13 d'agost del 908, quan tenia només 13 anys. Un partit important preferia com a califa Abd-Al·lah, el fill del califa al-Mútazz, i al-Múqtadir fou deposat el 17 de desembre del 908 en un complot format per un grup d'oficials, jutges i funcionaris del govern oposats al califa que donaven suport a Ibn al-Mútazz. El visir al-Abbàs ibn al-Hàssan al-Jarjaraí, oposat al complot, fou assassinat aquell dia i tot seguit Ibn al-Mútazz fou proclamat califa amb el nom de regne d'al-Múntassif. Però la guàrdia del califa va oposar una forta resistència als colpistes i després de rebutjar l'atac a palau van passar al contraatac cap a la casa d'Ibn al-Mútazz on aquest es trobava reunit amb els principals líders del cop. Els colpistes es van desbandar. Ibn al-Mútazz es va amagar a una casa de Bagdad però fou descobert i executat. L'endemà al-Múqtadir havia recuperat el tron. Llavors va nomenar visir Abu-l-Hàssan Alí ibn Muhàmmad ibn Mussa ibn al-Furat.
Fou un sibarita i un malgastador (va dilapidar en pocs anys l'herència de 70 milions deixada pel seu pare) que va estar dominat per les dones de l'harem, per la seva mare Shaghib i pels visirs. Els hamdànides es van fer independents a Mossul i els fatimites a Ifríqiya. El visir, amb poca prudència, va cometre diverses malversacions fins que fou destituït el juliol del 912. Abu Ali Muhammad ibn Ubayd Allah al-Khakani, el va succeir. El 912/913 es va revoltar a Síria l'alida Ibn al-Rida i al Tabaristan la revolta alida zaydita havia esdevingut endèmica sota Hasan ibn Ali al-Utrush. El 913 Alí ibn Issa ibn al-Jarrah fou cridat a ocupar el càrrec de visir al lloc d'Abu Ali Muhammad ibn Ubayd Allah al-Khakani, per imposició del general Munis al-Mudhàffar.
La lluita a la frontera romana d'Orient va continuar amb expedicions dels dos imperis amb èxits i fracassos d'un i de l'altre. Com que les tropes aquarterades a Bagdad no van rebre la paga, es van amotinar i poc temps després Alí ibn Issa fou destituït (917) i Abu-l-Hàssan Alí ibn Muhàmmad ibn Mussa ibn al-Furat va ser cridat altre cop al càrrec el juny del 917. El mateix 917, l'emperador va enviar una ambaixada a Bagdad que va fer propostes de pau i intercanvi de presoners, que es va concretar en un tractat el 919 que aviat es va trencar. La revolta del governador de l'Azerbaidjan Yússuf ibn Abi-s-Saj va provocar la caiguda del visir el novembre del 918 que va romandre presoner a palau durant el visirat del seu successor Abu-Muhammad Hàmid ibn al-Abbàs.
En aquest temps els càrmates es van revoltar i entre 919 i 923 Bàssora fou saquejada més d'una vegada per Abu Tahir Sulayman al-Djannabi, el cap dels càrmates de Bahrayn. Abu-Muhammad Hàmid ibn al-Abbàs fou revocat com a visir el 923 i fou cridat al visirat per tercera vegada Abu-l-Hàssan Alí ibn Muhàmmad ibn Mussa ibn al-Furat (agost del 923). Abu Tahir Sulayman al-Djannabi el 924 va atacar la caravana de pelegrins que venia de la Meca i va atacar Kufa, i després va retornar a Bahrayn sa i estalvi. Això va costar el càrrec al visir (juny) que fou executat (juliol del 924). El califa va enviar un exèrcit manat per l'home fort, el general Munis al-Mudhàffar, però quan va arribar, els càrmates ja se n'havien anat. El 926/927 els romans d'Orient van assolar la regió de Malatya. El 927 Alí ibn Issa fou cridat altre cop a exercir de visir. Aquest mateix any el califa va haver de cridar en ajut contra els càrmates el governador de l'Azerbaidjan (ara reconciliat amb el califa) Yusuf ibn Abi l-Sadj, però aquest fou derrotat per Abu Tahir Sulayman el desembre del 927 i el va fer presoner (febrer del 928) prop de Kufa. Les forces califals no van gosar de lliurar batalla i Abu Tahir Sulayman va amenaçar Bagdad i després va ocupar Rahba el març del 928, però es va retirar després d'un atac sense èxit a al-Rakka. El 928 els romans d'Orient van envair Armènia i van conquerir diverses poblacions sotmeses als àrabs, entre les quals Samòsata (928/929). Alí ibn Issa fou destituït passat el perill càrmata a la meitat del 928.
Una revolta militar va esclatar a Bagdad el febrer del 929 dirigida per oficials cansats de l'extravagància i incapacitat del califa, que fou obligat a abdicar. El general Munis el va posar en lloc segur mentre els soldats saquejaven el palau. Fou proclamat califa el seu germà Muhàmmad amb el lakab d'al-Qàhir, però com que el cap rebel, el prefecte de policia Nazuk, no podia satisfer les peticions de les tropes que demanaven augment de sou, al-Qàhir fou eliminat ràpidament i al-Múqtadir restablert. Bagdad, però, va caure en l'anarquia.
Vers el mateix 929 Abu Tahir Sulayman va saquejar la Meca i es va emportar la Pedra Negra. El 929/930 els romans d'Orient es van apoderar del nord de Mesopotàmia, però la contraofensiva àrab els va fer perdre tots els guanys el 931/932. El 932, aprofitant l'absència de Munis al-Mudhàffar, que era a Mossul, van convèncer el califa que el general el volia destronar i va cridar a qui fou el prefecte de policia Muhàmmad ibn Yaqut a qui Munis havia fet destituir el juny del 931 i havia estat enviat desterrat a Sistan el juliol del 931, que va retornar el gener del 932 a Bagdad. El califa li va donar un exèrcit i el va enviar a la regió de Takrit, a al-Mashuk, però Munis va sortir de Mossul i les tropes de Muhàmmad ibn Yaqut (amb Sad ibn Hamdan com a lloctinent) van retornar a Bagdad sense lluitar. Prop de la capital es va produir finalment el xoc en el qual va participar el mateix califa. Victoriós Munis i mort en el combat al-Múqtadir (31 d'octubre del 932) Muhàmmad ibn Yaqut va fugir amb el fill del califa, Abd-al-Wàhid, que li havia donat suport, i alguns dels seus partidaris.
Munis volia posar al tron el fill del califa mort, Abu-l-Abbàs Àhmad, però el germà d'al-Múqtadir, Muhammad al-Qàhir es va avançar per influència d'Ishaq ibn Ismaïl an-Nawbakhtí, teòleg xiïta considerat l'agent (wakil) de l'imam ocult.
En el regnat d'al-Múqtadir hi va haver catorze visirs (a diferència dels dos regnats anteriors en què només n'hi va haver dos en cadascun), tots de nissagues lligades a l'ofici: principalment els Banu l-Furat, els jarràhides, els khakanis, els wahbis i els makhladis. Va destacar entre tots Alí ibn Issa ibn al-Jarrah, honest i efectiu acusat injustament d'afavorir els càrmates. El gran problema del regnat fou la manca de fons per fer front a les despeses de la cort i de l'exèrcit, en part degudes (però no solament) a la baixada d'ingressos.